# Йованович, Владислав
Владислав Йованович (серб. Владислав Јовановић; род. 9 июня 1933) — югославский и сербский политик, министр иностранных дел Югославии (1992, 1993—1995).

## Биография
Владислав Йованович родился 9 июня 1933 года в семье Милорада Йовановича и Драгицы Йованович, работавших учителями. Он закончил среднюю школу в Белграде в 1951 году. После этого он обучался на юридическом факультете Белградского университета.

## Карьера
Владислав Йованович начал карьеру в Министерстве иностранных дел Югославии в 1957 году. Вскоре после этого он стал сотрудником посольства Югославии в Брюсселе, где работал с 1960 по 1964 год. В 1964 году вернулся на работу в министерство.
Йованович был вторым секретарём посольства Югославии в Турции с 1967 по 1971 год и советником посла Югославии в Великобритании с 1975 по 1979 год. 13 ноября 1985 года Йованович стал послом Югославии в Турции и пробыл на этом посту до 1989 года. В 1992 и 1993—1995 годах Владислав Йованович был Министром иностранных дел Сербии и Черногории.
После свержения Слободана Милошевича 5 октября 2000 года Йованович был уволен с должности главы миссии Югославии при ООН и вернулся в Белград, уйдя с дипломатической службы.
Во время процесса над Милошевичем в Гаагском трибунале 14 февраля 2005 года, Йованович дал показания в защиту бывшего президента.
Иногда Йованович даёт интервью, в которых критикует правительства западных стран за их политику в отношении Сербии.